# Campeonato Mundial de Atletismo de 2022 - Revezamento 4x400 m feminino
A competição dos 4 x 400 metros estafetas feminino no Campeonato Mundial de Atletismo de 2022 foi realizada no estádio Hayward Field, em Eugene, nos Estados Unidos, nos dias 23 e 24 de julho de 2022.

## Recordes
Antes da competição, os recordes eram os seguintes:
| Recorde mundial                               | Tatyana Ledovskaya, Olga Nazarova · Mariya Kulchunova, Olga Bryzgina (URS)             | 3:15.17 | Seul, Coreia do Sul     | 1 de outubro de 1988   |
| Recorde do campeonato                         | Gwen Torrence, Maicel Malone-Wallace · Natasha Kaiser-Brown, Jearl Miles Clark (USA)   | 3:16.71 | Estugarda, Alemanha     | 22 de agosto de 1993   |
| Melhor marca do ano                           | Kentucky, Karimah Davis · Dajour Miles, Abby Steiner, Alexis Holmes (USA)              | 3:21.93 | Oxford, Estados Unidos  | 14 de maio de 2022     |
| Recorde da África                             | Olabisi Afolabi, Fatima Yusuf · Charity Opara, Falilat Ogunkoya (NGA)                  | 3:21.04 | Atlanta, Estados Unidos | 3 de agosto de 1996    |
| Recorde da Ásia                               | An Xiaohong, Bai Xiaoyun · Cao Chunying, Ma Yuqin (CHN)                                | 3:24.28 | Pequim, China           | 13 de setembro de 1993 |
| Recorde da América do Norte, Central e Caribe | Denean Howard-Hill, Diane Dixon · Valerie Brisco-Hooks, Florence Griffith-Joyner (USA) | 3:15.51 | Coreia do Sul, Canada   | 22 de julho de 2015    |
| Recorde da América do Sul                     | Geisa Aparecida Coutinho, Bárbara de Oliveira · Joelma Sousa, Jailma de Lima (BRA)     | 3:26.68 | São Paulo, Brasil       | 7 de agosto de 2011    |
| Recorde da Europa                             | Tatyana Ledovskaya, Olga Nazarova · Mariya Kulchunova, Olga Bryzgina (URS)             | 3:15.17 | Seul, Coreia do Sul     | 1 de outubro de 1988   |
| Recorde da Oceania                            | Nova Peris, Tamsyn Manou · Melinda Gainsford-Taylor, Cathy Freeman (AUS)               | 3:23.81 | Sydney, Austrália       | 30 de setembro de 2000 |

Os seguintes recordes mundiais ou olímpicos foram estabelecidos durante esta competição:
| Data        | Evento | Atletas                                                              | Tempo   | Notas               |
| ----------- | ------ | -------------------------------------------------------------------- | ------- | ------------------- |
| 24 de julho | Final  | Talitha Diggs, Abby Steiner, Britton Wilson, Sydney McLaughlin (USA) | 3:17.79 | Melhor marca do ano |

## Medalhistas
| Ouro                                                                               | Prata                                                                                 | Bronze                                                                             |
| Estados Unidos · Talitha Diggs · Abby Steiner · Britton Wilson · Sydney McLaughlin | Jamaica · Candice McLeod · Janieve Russell · Stephenie Ann McPherson · Charokee Young | Grã-Bretanha · Victoria Ohuruogu · Nicole Yeargin · Jessie Knight · Laviai Nielsen |

## Calendário
| Data        | Horário | Fase          |
| ----------- | ------- | ------------- |
| 23 de julho | 17:10   | Eliminatórias |
| 24 de julho | 19:50   | Final         |

Todos os horários estão no horário local (UTC-7)

## Resultados

### Eliminatórias
Qualificação: Os três primeiros de cada bateria (Q) e os dois melhores tempos (q) das eliminatórias.
| Pos. | Bateria | Raia | Nacionalidade  | Atletas                                                                            | Tempo   | Notas                |
| ---- | ------- | ---- | -------------- | ---------------------------------------------------------------------------------- | ------- | -------------------- |
| 1    | 1       | 2    | Estados Unidos | Talitha Diggs, Allyson Felix, Kaylin Whitney, Jaide Stepter Baynes                 | 3:23.38 | Q,                   |
| 2    | 1       | 1    | Grã-Bretanha   | Ama Pipi, Laviai Nielsen, Victoria Ohuruogu, Nicole Yeargin                        | 3:23.92 | Q,                   |
| 3    | 2       | 8    | Jamaica        | Stacey-Ann Williams, Junelle Bromfield, Tiffany James, Charokee Young              | 3:24.23 | Q,                   |
| 4    | 2       | 2    | Bélgica        | Naomi Van Den Broeck, Imke Vervaet, Helena Ponette, Camille Laus                   | 3:28.02 | Q,                   |
| 5    | 2       | 6    | Canadá         | Micha Powell, Aiyanna Stiverne, Kyra Constantine, Natassha McDonald                | 3:28.49 | Q,                   |
| 6    | 2       | 4    | Itália         | Anna Polinari, Ayomide Folorunso, Virginia Troiani, Alice Mangione                 | 3:28.72 | q,                   |
| 7    | 1       | 3    | França         | Sokhna Lacoste, Shana Grebo, Sounkamba Sylla, Amandine Brossier                    | 3:28.89 | Q,                   |
| 8    | 1       | 8    | Suíça          | Silke Lemmens, Julia Niederberger, Annina Fahr, Yasmin Giger                       | 3:29.11 | q,                   |
| 9    | 1       | 7    | Ucrânia        | Kateryna Karpyuk, Anastasiya Bryzhina, Viktoriya Tkachuk, Anna Ryzhykova           | 3:29.25 | Recorde da temporada |
| 10   | 2       | 7    | Polónia        | Justyna Święty-Ersetic, Iga Baumgart-Witan, Kinga Gacka, Małgorzata Hołub-Kowalik  | 3:29.34 |                      |
| 11   | 1       | 4    | Alemanha       | Corinna Schwab, Elisa Lechleitner, Judith Franzen, Alica Schmidt                   | 3:30.48 |                      |
| 12   | 2       | 1    | Noruega        | Astri Ertzgaard, Elisabeth Slettum, Linn Oppegaard, Amalie Iuel                    | 3:32.00 |                      |
| 13   | 2       | 3    | Espanha        | Eva Santidrián, Aauri Lorena Bokesa, Laura Hernández, Carmen Avilés                | 3:32.87 |                      |
| 14   | 1       | 5    | África do Sul  | Miranda Charlene Coetzee, Marlie Viljoen, Gontse Martha Morake, Zenéy van der Walt | 3:46.68 |                      |
|      | 1       | 6    | Países Baixos  | Hanneke Oosterwegel, Lieke Klaver, Cathelijn Peeters, Femke Bol                    | DSQ     |                      |
|      | 2       | 5    | Bahamas        |                                                                                    | DNS     |                      |

### Final
A final ocorreu dia 24 de julho às 19:50.
| Pos.              | Raia | Nacionalidade  | Atletas                                                                  | Tempo   | Notas                |
| ----------------- | ---- | -------------- | ------------------------------------------------------------------------ | ------- | -------------------- |
| Medalha de ouro   | 5    | Estados Unidos | Talitha Diggs, Abby Steiner, Britton Wilson, Sydney McLaughlin           | 3:17.79 | Melhor marca do ano  |
| Medalha de prata  | 4    | Jamaica        | Candice McLeod, Janieve Russell, Stephenie Ann McPherson, Charokee Young | 3:20.74 | Recorde da temporada |
| Medalha de bronze | 6    | Grã-Bretanha   | Victoria Ohuruogu, Nicole Yeargin, Jessie Knight, Laviai Nielsen         | 3:22.64 | Recorde da temporada |
| 4                 | 7    | Canadá         | Natassha McDonald, Aiyanna Stiverne, Zoe Sherar, Kyra Constantine        | 3:25.18 | Recorde da temporada |
| 5                 | 8    | França         | Sokhna Lacoste, Shana Grebo, Sounkamba Sylla, Amandine Brossier          | 3:25.81 | Recorde da temporada |
| 6                 | 3    | Bélgica        | Helena Ponette, Imke Vervaet, Paulien Couckuyt, Camille Laus             | 3:26.29 | Recorde da temporada |
| 7                 | 2    | Itália         | Anna Polinari, Ayomide Folorunso, Virginia Troiani, Alice Mangione       | 3:26.45 | Recorde da temporada |
| 8                 | 1    | Suíça          | Silke Lemmens, Julia Niederberger, Annina Fahr, Yasmin Giger             | 3:27.81 | Recorde da temporada |

Legenda
| Recorde mundial       | Recorde mundial (World record)               |                       | Recorde africano                      | Recorde africano (African) |                                           | Q | Classificado por posição (Qualified) |
| Recorde do campeonato | Recorde do campeonato (Championship record)  | Recorde da América    | Recorde da América (Americas)         | q                          | Classificado por melhor tempo (Qualified) |   |                                      |
| Melhor marca do ano   | Melhor marca do ano (World leading)          | Recorde asiático      | Recorde asiático (Asian)              | DNS                        | Não largou (Did not start)                |   |                                      |
| Recorde nacional      | Recorde nacional (National record)           | Recorde europeu       | Recorde europeu (European)            | DNF                        | Não terminou (Did not finish)             |   |                                      |
| Recorde pessoal       | Recorde pessoal do atleta (Personal best)    | Recorde da Oceania    | Recorde da Oceania (Oceania)          | DSQ / DQ                   | Desclassificado (Disqualified)            |   |                                      |
| Recorde da temporada  | Recorde da temporada do atleta (Season best) | Recorde sul-americano | Recorde sul-americano (South America) | NM                         | Sem marca (No mark)                       |   |                                      |